# حفظ الطوارئ والإنعاش
حفظ الطوارئ والإنعاش (EPR) هو إجراء طبي تجريبي حيث يتم تبريد مريض (قسم الطوارئ) إلى الرسوم المتحركة المعلقة (التوقف المؤقت لمعظم الوظائف الحيوية بدون موت)، لمدة ساعة لمنع الموت الأولي من نقص التروية، مثل فقدان الدم بعد إطلاق النار أو الطعن، مثل فقدان الدم بعد إطلاق النار أو الطعن. يستخدم EPR انخفاض حرارة الجسم والأدوية والسوائل من أجل «شراء الوقت» للجراحة الإنعاشية. في حالة نجاحه، قد يتم نشر EPR في يوم من الأيام في الميدان حتى يتمكن المسعفون من تعليق المرضى والحفاظ عليهم للنقل.
EPR يشبه توقف الدورة الدموية العميق (DHCA) في حدوث انخفاض حرارة الجسم. ومع ذلك، تختلف أغراض وإجراءات EPR من DHCA. يحفز DHCA انخفاض درجة حرارة الجسم للمساعدة في الجراحة المخطط لها مسبقًا، في حين أن EPR هو إجراء طارئ في الحالات التي يموت فيها مريض قسم الطوارئ بسرعة من فقدان الدم ولن يبقى على قيد الحياة لفترة طويلة بما يكفي لخياطة جروح المريض. في EPR ، يتم استبدال الدم بمحلول ملحي، ويتم تبريد المريض إلى حالة معلقة حيث يتباطأ التمثيل الغذائي ويتوقف نشاط الدماغ. وهذا يعطي الجراح ربما ساعة لإغلاق الجروح قبل تطبيق إجراء الاحترار وإعادة التدوير 
بدأت التجارب البشرية في عام 2010. ينطوي إجراء المحاكمة على إحداث انخفاض حاد في درجة حرارة الجسم (10 درجات مئوية) بسرعة مع تدفق الأبهر في ضحايا الصدمات الذين عانوا من توقف القلب (السكتة القلبية) وفشل جهود الإنعاش القياسية.

## التاريخ
بدأ بيتر سَفَر، "أبو الإنعاش القلبي الرئوي" ، وصموئيل تشرمان، البحث في برنامج الإصلاح البيئي في بيتسبرغ في الثمانينيات، ونشروا نتائجهم الأولى في عام 1990. ينتمي العالِم الجديد أول عرض لـ «استبدال الدم بسرعة بالماء المالح - التبريد و» قتلهم «لإنقاذهم بشكل فعال» إلى التجارب على الخنازير التي قام بها بيتر ري وزملاؤه في جامعة أريزونا في عام 2000. توفي صفر في 2003. واصل تشرمان التجارب على الحيوانات بعد وفاة صفر.  وقد ساعدت أبحاث تيشرمان بتمويل من وزارة الدفاع، التي تأمل في يوم من الأيام في استخدام EPR لعلاج الجنود في الميدان.

## النظرية
عندما يصل مريض السكتة القلبية إلى قسم الطوارئ مصابًا بطلقات نارية أو طعنات، يكون لدى الأطباء دقائق فقط لإصلاح الجروح وتنفيذ البروتوكولات الإنعاشية اللازمة. EPR هو تقنية تجريبية تحاول تحسين احتمالات البقاء على قيد الحياة عن طريق خفض درجة حرارة المريض إلى حوالي 10 درجات مئوية، مما يمنح الطبيب المزيد من الوقت للعثور على مصدر النزيف وإيقافه قبل حدوث موت الدماغ. بدون الأكسجين، يمكن للخلايا البقاء على قيد الحياة حوالي دقيقتين في درجات حرارة الجسم الطبيعية. في درجات حرارة EPR ، تتباطأ معدلات التمثيل الغذائي حتى تتمكن الخلايا من البقاء على قيد الحياة لساعات. في بروتوكول EPR واحد، يتم استبدال الدم بمحلول ملحي 10 درجة مئوية باستخدام القسطرة. ربما لدى الجراح ساعة لإصلاح الجرح. ثم تُعيد آلة مجرى القلب والرئة تدفق الدم. بعد ذلك يتم تسخين المريض جزئيًا حتى حوالي 34 درجة مئوية لمدة 12 ساعة.
في إحدى التجارب التي أجريت حوالي عام 2006، نجا 12 من 14 كلبًا من EPR ، في حين نجا 0 من 7 كلاب من مجموعة التحكم CPR. يمكن لـ EPR استخدام معدات مثل القسطرة والمضخات الموجودة في أي مركز لعلاج الصدمات.
في المستقبل، قد يسمح التقدم التكنولوجي للمسعف باستخدام EPR في الميدان حتى يمكن نقل المريض إلى المستشفى.

## المحاكمات البشرية
إن الموافقة التنظيمية معقدة بسبب حقيقة أن ضحايا الصدمة والسكتة القلبية عاجزون وبالتالي غير قادرين على الموافقة الشخصية على العلاج التجريبي؛ لذلك، يجب استيفاء إرشادات «موافقة المجتمع» الصارمة من أجل الحصول على الموافقة لعملية EPR التجريبية.عندما يتم الحصول على موافقة المجتمع، اعتبارًا من عام 2014، لا يمكن إجراء الإجراء إلا على المرضى الذين تتراوح أعمارهم بين 18 و 65 عامًا والذين يعانون من جرح خارق، ويخضعون لسكتة قلبية في غضون خمس دقائق من الوصول، ويفشلون في الاستجابة لجهود الإنعاش العادية. ووفقًا لتشرمان، «ربما يكون المريض قد فقد بالفعل حوالي 50 بالمائة من دمه وصدره مفتوحًا». فرصة بقائهم على قيد الحياة دون EPR أقل من 7 في المئة: «عندما ينزف المرضى لدرجة توقف القلب، نعلم أنه ليس لدينا فرصة كبيرة لإنقاذهم». يأمل تشرمان في أن يتمكن EPR من مضاعفة معدل البقاء خارج EPR. أطلق تشرمان رسميًا جولة التجارب البشرية في أبريل 2014 في جامعة بيتسبرغ، ولكن تم إحباطه بسبب نقص المرضى المؤهلين؛ استأنف المحاكمات البشرية في بالتيمور، التي لديها معدل جرائم قتل أعلى، حوالي عام 2016. في عام 2018، قدر تشرمان أن النتائج ستكون متاحة في غضون العامين المقبلين.
صموئيل تشرمان، أستاذ في كلية الطب بجامعة ميريلاند، هو قائد فريق وضع الإنسان بنجاح في الرسوم المتحركة المعلقة. وصفت العملية الناجحة بأنها «سريالية قليلاً»، أخبر البروفيسور تيشرمان في نوفمبر 2019 كيف أزال دم المريض واستبداله بمحلول ملحي بارد مثلج. تم إخراج المريض، المتوفى تقنياً في هذه المرحلة، من نظام التبريد ونقله إلى غرفة العمليات لإجراء عملية جراحية لمدة ساعتين قبل استعادة دمه ودفئه إلى درجة الحرارة العادية 37 درجة مئوية. يقول البروفيسور تيشرمان إنه سينتج حسابًا كاملاً للإجراء في ورقة علمية في عام 2020.